# Sam Cronin
Sam Cronin (Atlanta, 12 december 1986) is een Amerikaans voetballer die bij voorkeur als centrale middenvelder speelt. Hij verruilde in 2015 San Jose Earthquakes voor Colorado Rapids.

## Clubcarrière
Cronin werd als tweede gekozen in de MLS SuperDraft 2009 door Toronto FC. Zijn debuut maakte hij op 21 maart 2009 tegen Kansas City Wizards. Zijn eerste doelpunt maakte hij op 13 juni 2009 tegen New York Red Bulls. Op 21 juni 2010 maakte hij de overstap naar San Jose Earthquakes. Bij San Jose speelde hij in vijf seizoenen bij de club in 140 wedstrijden. Daarnaast schreef hij in totaal vijf doelpunten en twaalf assists of zijn naam. Ook werd hij in 2013 door de media, trainers en ploeggenoten tot San Jose's 'Most Valuable Player' benoemd. Op 19 januari 2015 tekende hij bij Colorado Rapids.

## Interlandcarrière
Cronin maakte zijn debuut voor het Voetbalelftal van de Verenigde Staten op 11 juli 2009 tegen Haïti.